# スタームルガー MP9
スタームルガー MP9（Ruger MP9）は、1995年にアメリカのスターム・ルガー社が軍・警察などの公的機関用に開発した短機関銃である。

## 概要
ウージー短機関銃を設計したウジエル・ガルが設計したため、プレス加工・L型構造ボルト・内部構造などがウージー短機関銃の特徴を引き継いでいる。
ウージー短機関銃より小型、フォアグリップと伸縮式のショルダーストックによる射撃精度の向上、撃発方式のクローズドボルトへの変更が可能などの違いがある。そのため、MP9は、改良ウージーと呼ばれることがある。
アメリカでは、FBIや州警察に採用され、2008年には単発のみにした民間用が発売された。